# Гагро, Ненад
Не́над Га́гро (хорв. Nenad Gagro; 27 сентября 1975, Мостар, СФРЮ) — боснийский футболист, защитник. Тренер.

## Карьера
Воспитанник клуба «Зриньски». Играл на родине также за «Широки-Бриег» и «Сараево». В 2002 году был куплен раменским «Сатурном». Но боснийскому хорвату не удалось закрепиться в команде российской Премьер-лиги. За «Сатурн» Гагро провёл 6 игр, после чего был выставлен на трансфер.